# Зелёное Поле (Днепропетровская область)

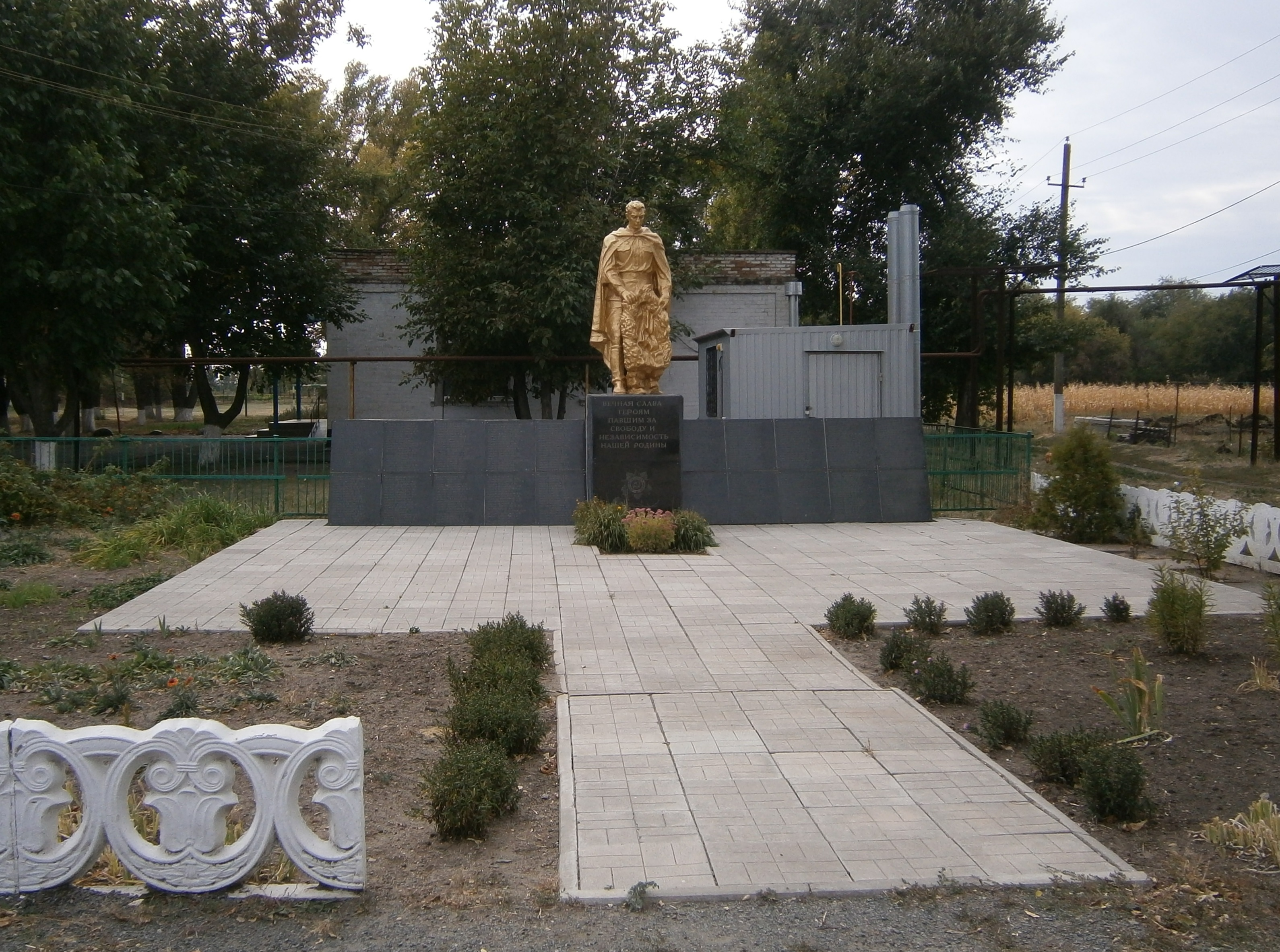
Братская могила советских воинов в Зелёном Поле

Зелёное Поле (укр. Зелене Поле) — село, Шевченковский сельский совет, Криворожский район, Днепропетровская область, Украина.
Код КОАТУУ — 1221885903. Население по переписи 2001 года составляло 692 человека.

## Географическое положение
Село Зелёное Поле находится на расстоянии в 0,5 км от села Лесовое, в 3-х км от села Весёлое Поле, от «красной линии» Кривого Рога в 9 км от Весёлых Тернов (в северо-западном направлении) и в 12 км от микрорайона Заречный (в юго-западном направлении). Рядом проходит железная дорога, платформа 77 км, станция Приворот в 2,5 км.

## История
- 1873 — основано как немецкая колония Грюнфельд.
- 1875 — в селе открылась школа.
- 1875 — открыта лютеранская кирха.
- 1888 — открыт Механический завод Фрезе.

## Экономика
- ФХ «им. Т. Г. Шевченко».

## Объекты социальной сферы
- Школа І—ІІ ст.

## Достопримечательности
- Братская могила советских воинов.
- В 7 километрах от села по трассе расположен мемориальный комплекс «Могила Баба».